# Majster (czasopismo)
Majster – polski miesięcznik wydawany w latach 1991–2013, będący specjalistycznym pismem dla majsterkowiczów (zrób to sam). Tytuł ukazywał się na licencji niemieckiego pisma „Selber Machen” wydawanego przez wydawnictwo Jahreszeiten Verlag.

## Zawartość pisma
Majster to czasopismo adresowane do osób, dla których samodzielny remont mieszkania, odnowienia mebli czy zbudowanie altany jest nie tylko wyzwaniem, ale i przyjemnością. Każdy majsterkowicz znajdzie w nim: porady oraz sugestie specjalistów, ciekawe pomysły i tematy dotyczące domu i ogrodu, oryginalne projekty do samodzielnego wykonania, testy narzędzi i materiałów (elektronarzędzia, narzędzia ręczne, chemia budowlana), informacje rynkowe.
W latach 90. Majster sprzedawał się w około 150 000 egzemplarzy miesięcznie, w grudniu 2012 r. tytuł sprzedał się tylko w 17 825 egzemplarzach (członek Związku Kontroli Dystrybucji Prasy). Od 2013 roku tytuł nie był już kontrolowany przez ZKDP.

## Historia
Czasopismo na początku publikowane było przez polskie wydawnictwo Jahr-Verlag Wydawniczo-Produkcyjna Spółka, od 1994 roku przez Pro Press Serwis Kolportażowo-Wydawniczy Sp. z o.o. W latach 1995–2000 wydawcą był Nathusius Investments (dawnej: Tęcza Dom Wydawniczy i Handlowy). Od 2000 do 2006 r. tytuł wydawał Motor-Presse Polska, a od roku 2006 wydawcą był Prószyński Media. W 1993 roku (na krótki czas) był suplementem (typ partworku) „Zrób to sam”.
W początkowych latach redaktorem naczelnym była Bożena Szwajerska, od numeru 10/2006 był nim Tomasz Woyda.
Numer 11/12 z 2013 roku był ostatnim numerem wydanym przez Prószyński Media.